# Bahnhofstraße (Eitorf)
Die Bahnhofstraße in Eitorf führt vom Zentrum von Eitorf zum Ortsteil Harmonie. Die Bahnhofstraße ist Teil der Landesstraße 333. Sie ist die Hauptdurchgangsstraße von Eitorf.

## Verlauf
Die Bahnhofstraße beginnt an der Kurscheid’s Eck auf der Brückenstraße (L 86) und geht nach 1,5 Kilometern in die Harmoniestraße über. Von der Bahnhofstraße zweigen die Schmidtgasse und die Schulgasse ab, die Krewelstraße und der Spinnerweg. 

## Bauwerke
In der Bahnhofstraße befinden sich folgende bedeutende Liegenschaften:
- Polizeiwache Eitorf, ehemals Amtsgericht Eitorf
- Notar Eitorf
- evangelische Kirche
- das denkmalgeschützte Haus Nr. 31
- Villa Boge
- der namensgebende Bahnhof Eitorf
- Biologische Station des Rhein-Sieg-Kreises, ehemals Güterbahnhof
- Krewel Meuselbach

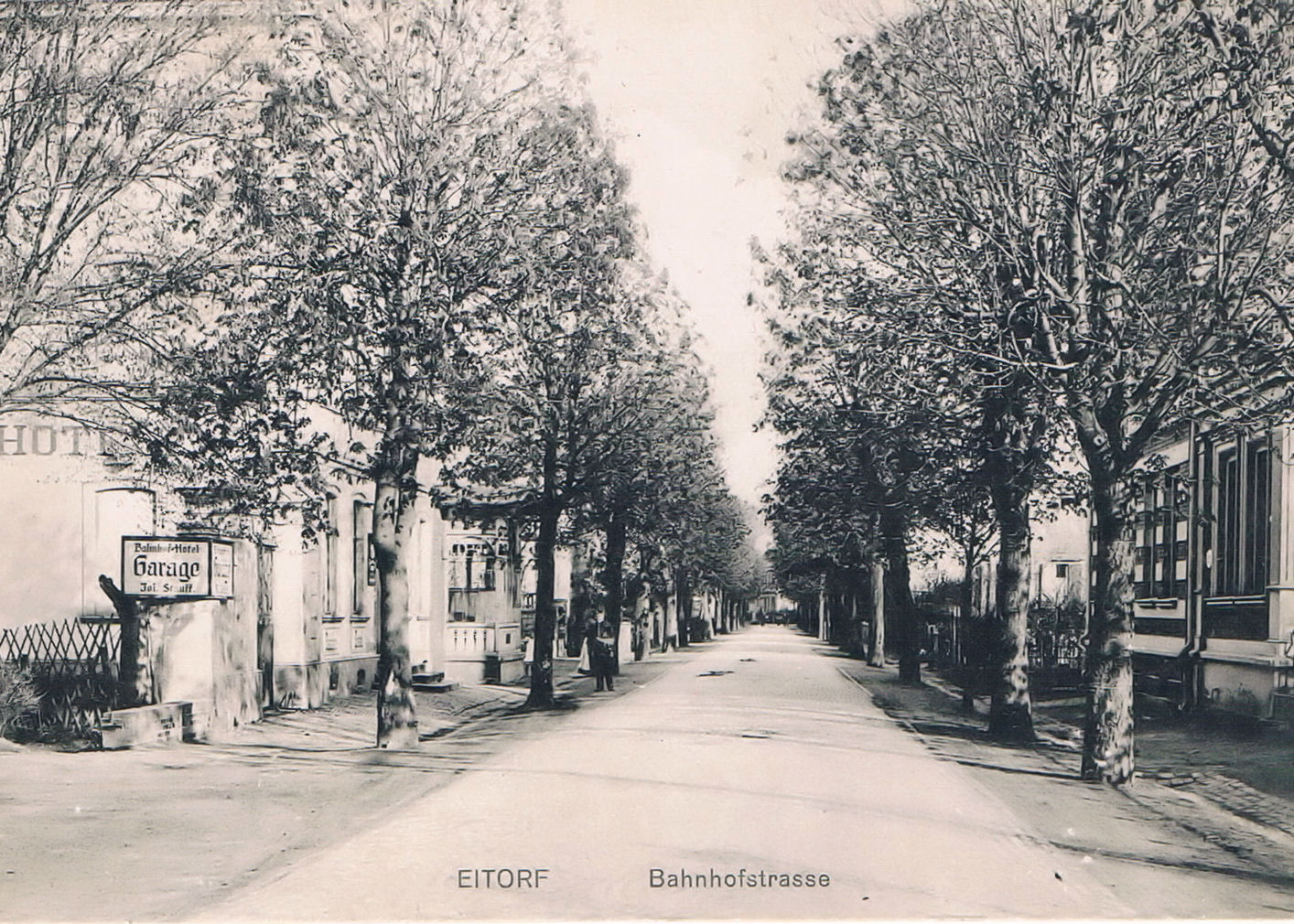
Die Bahnhofstraße Rtg. Kurscheid’s Eck 1889
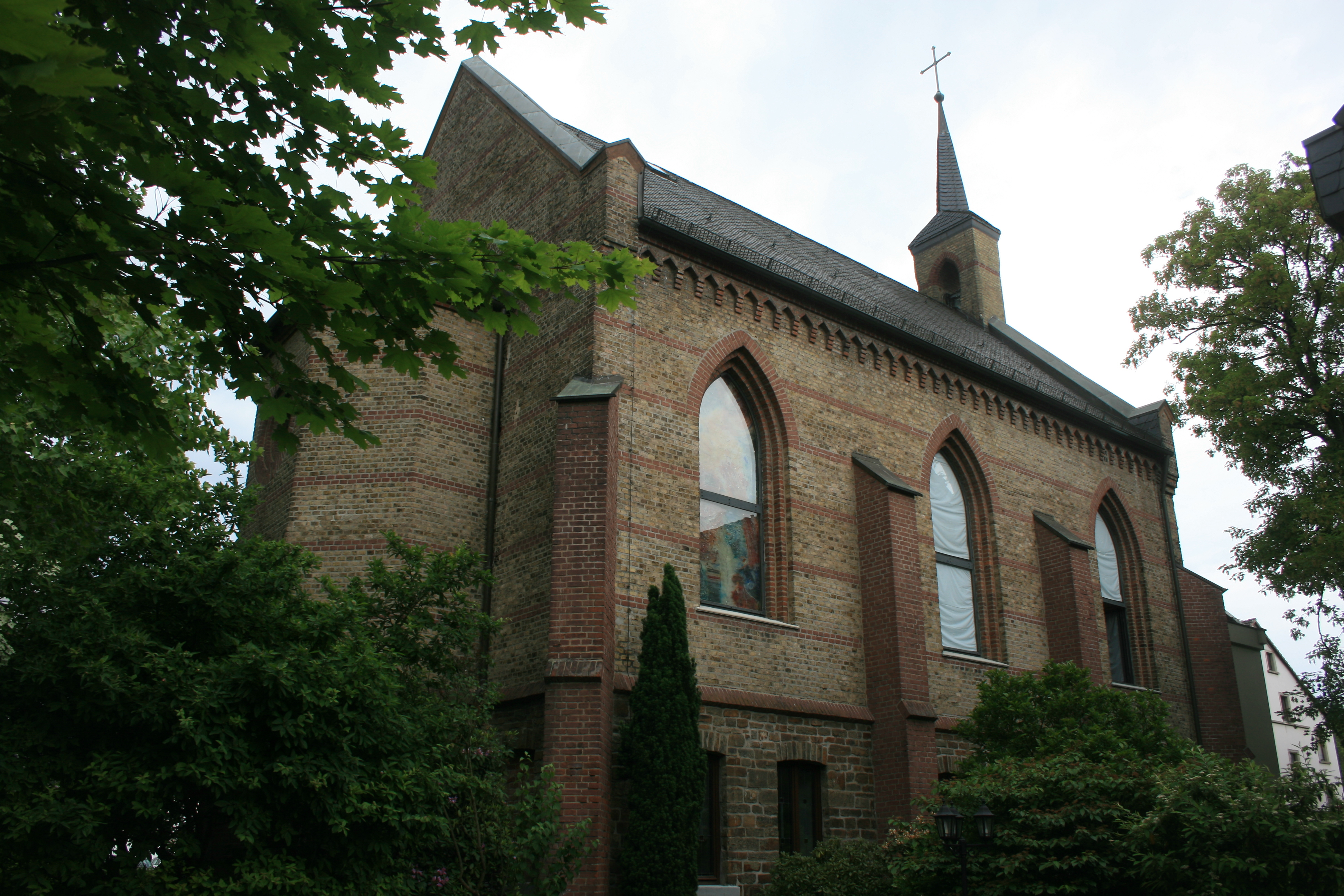
Die evangelische Kirche
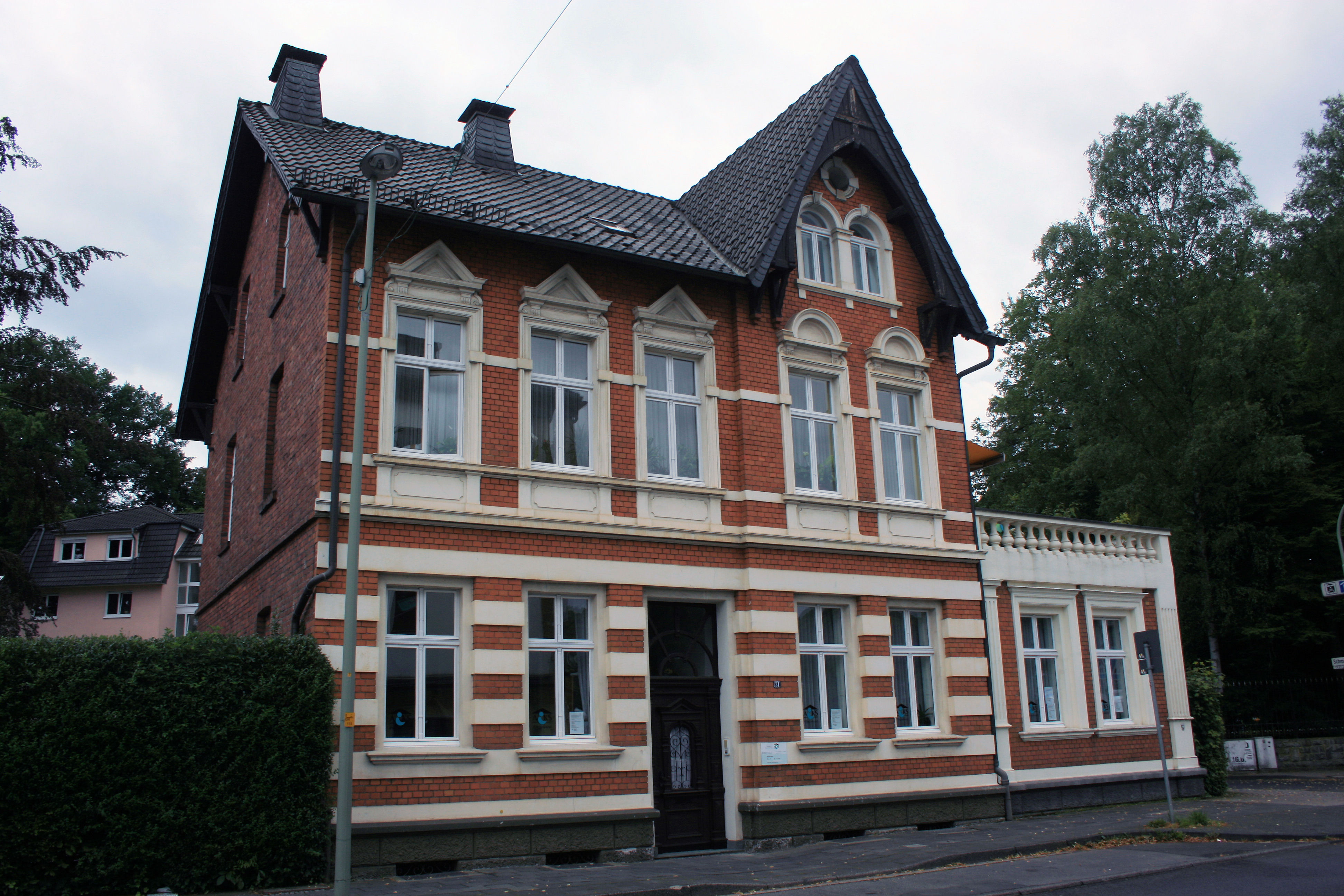
Bahnhofstraße 31
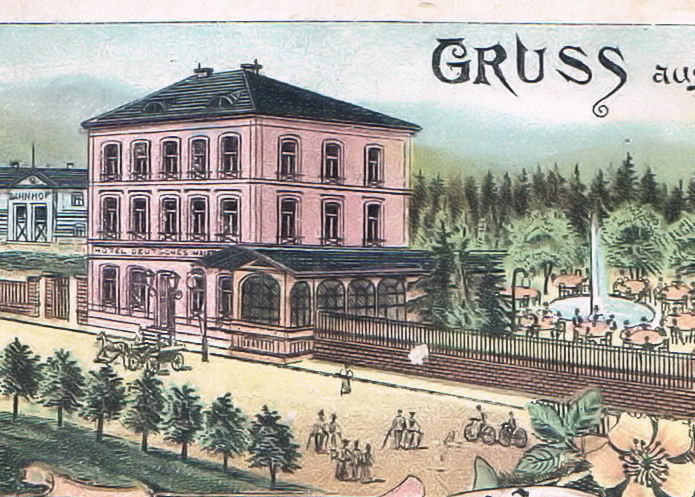
Restauration Bahnhofstr. 30, 1898 Deutsches Haus, später Reichshof und Kölner Hof
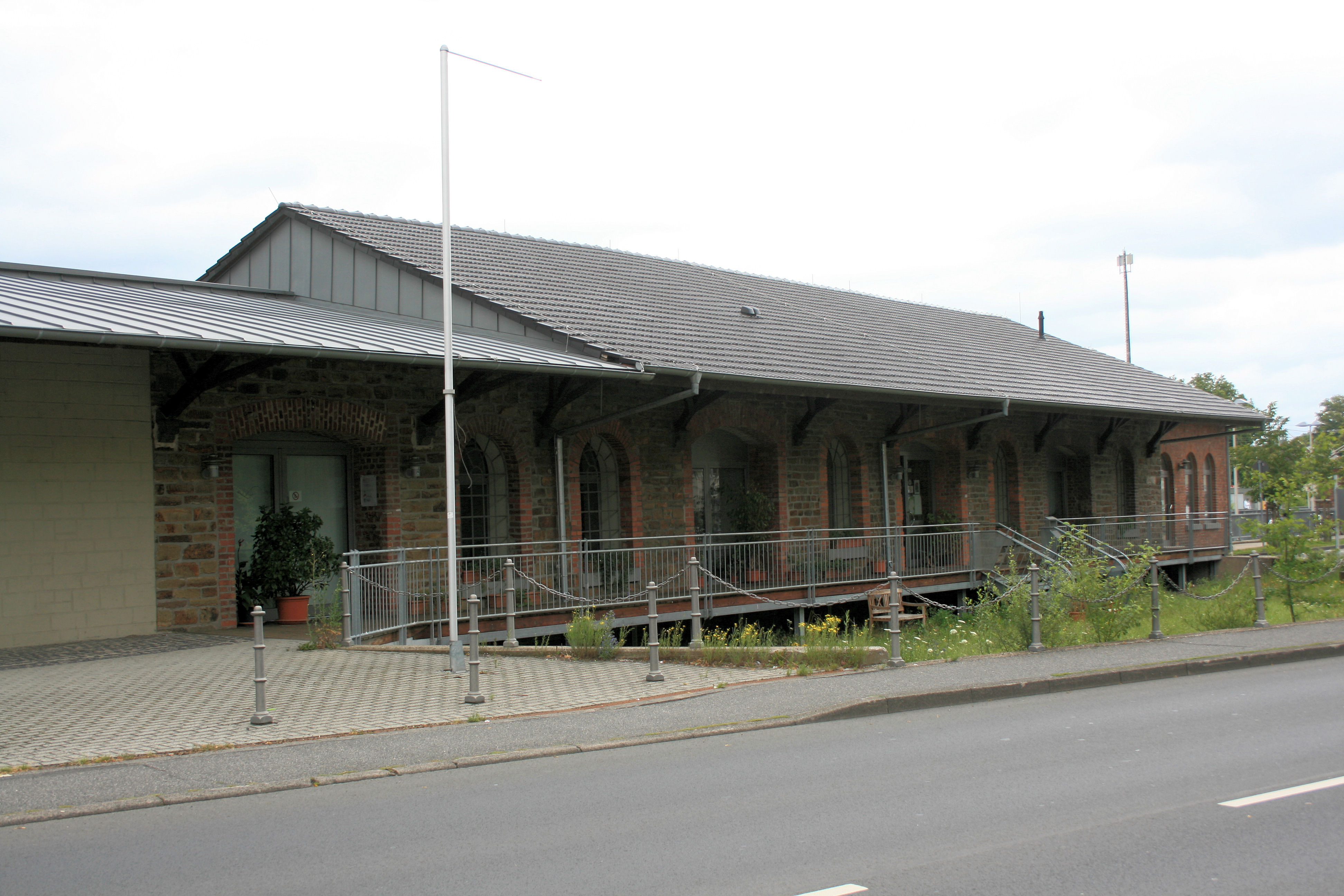
Die denkmalgeschützte Biologische Station
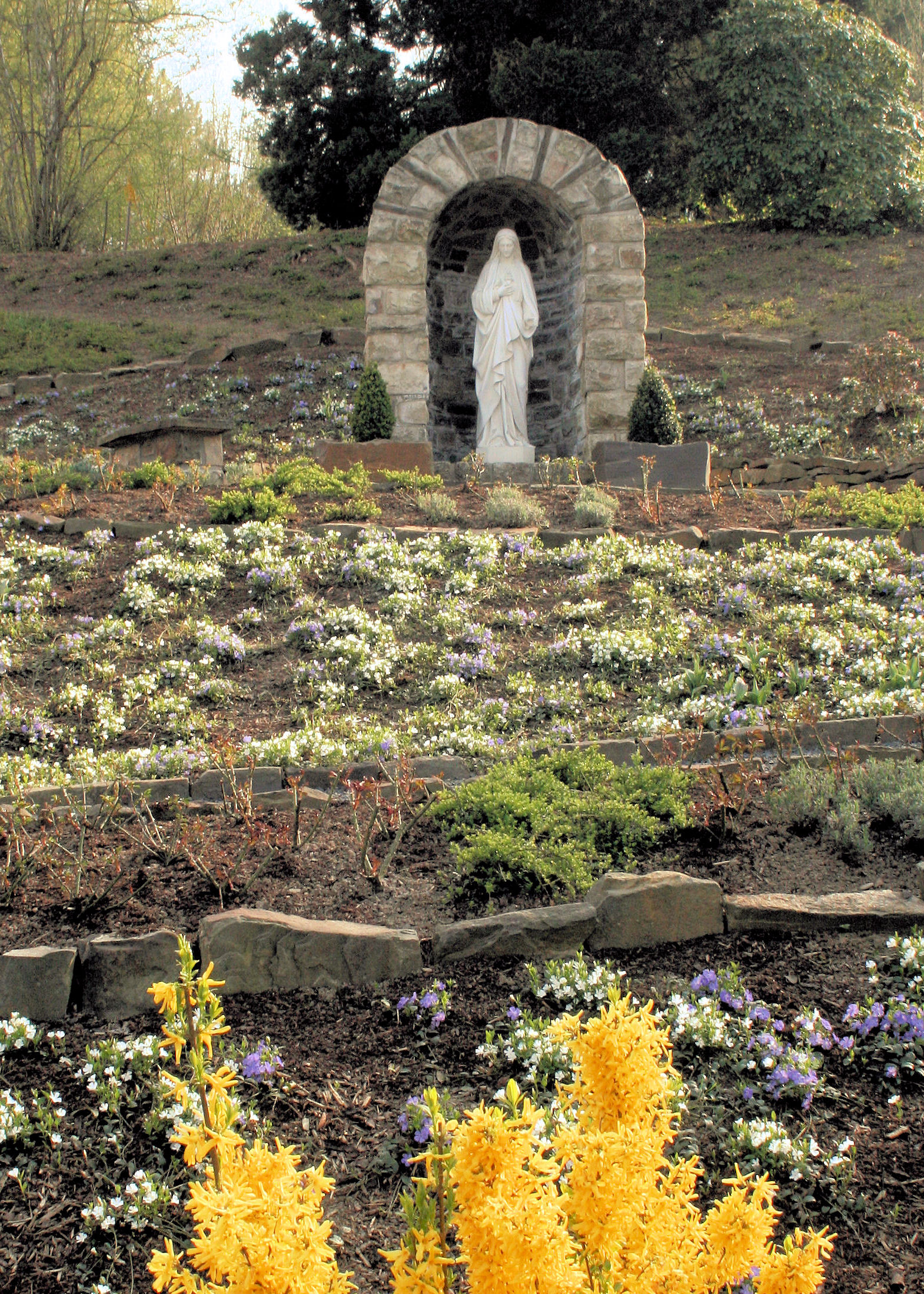
Mariengrotte am Bahn- übergang Spinnerweg
Frühere Bebauung am Bahnübergang

Koordinaten: 50° 46′ 27,3″ N, 7° 26′ 36″ O